# Wilhelmina Lagerholm

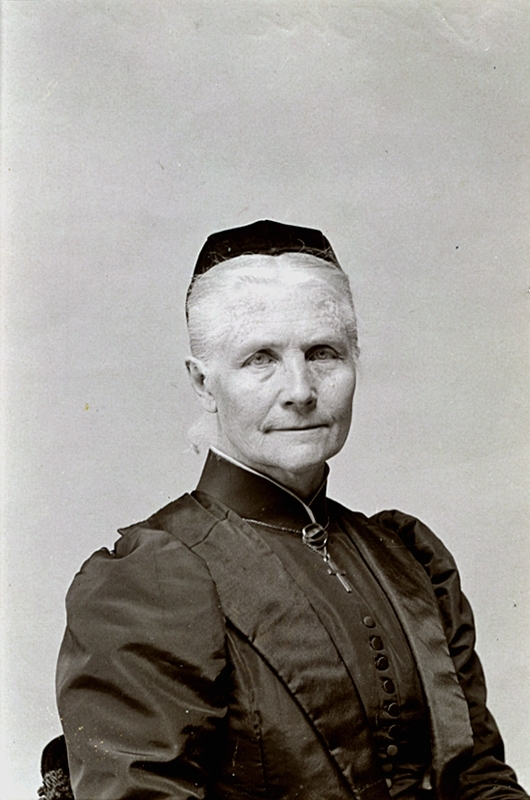
Wilhelmina Lagerholm, Foto aus dem Jahr 1895

Wilhelmina Catharina Lagerholm (* 25. März 1826 in Örebro, Provinz Närke, Schweden; † 19. Juni 1917 in Stockholm) war eine schwedische Porträt- und Genremalerin sowie Fotografin.

## Leben

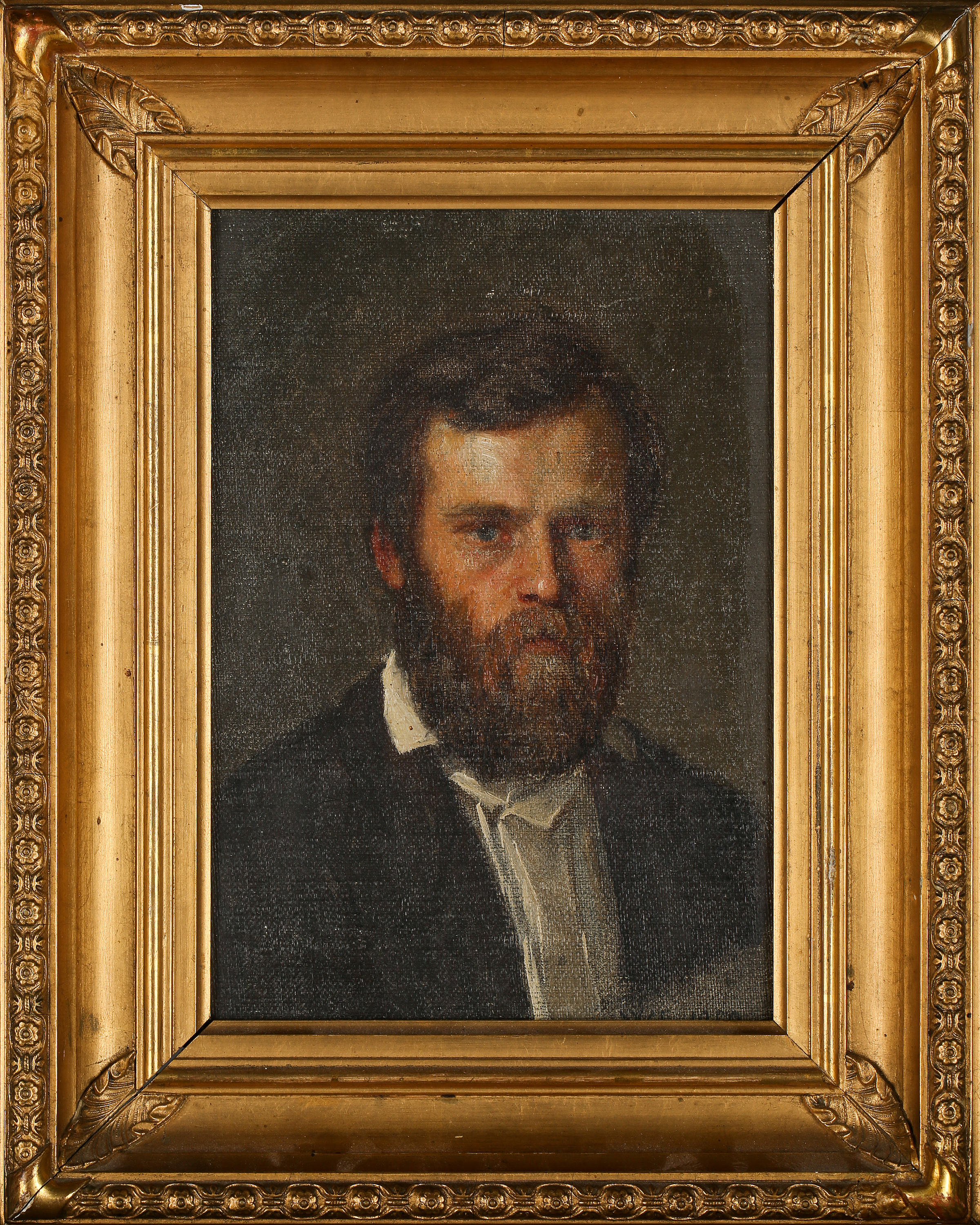
Porträt des Malers Bengt Nordenberg, 1859

Lagerholm, Tochter des Landvermessers Nils Lagerholm und dessen Ehefrau Anna Elisabeth Ekman, erhielt nach erstem Malunterricht, den sie in Stockholm genossen hatte, ein Reisestipendium, das es ihr ermöglichte, in den Jahren 1856 bis 1858 bei Thomas Couture und Jean-Baptiste-Ange Tissier in Paris Malerei zu studieren. Ab 1859 erhielt sie in Düsseldorf Privatunterricht bei ihrem Landsmann Ferdinand Fagerlin, der zuvor in Coutures Pariser Atelier gearbeitet hatte. In Düsseldorf nahm sie außerdem Unterricht bei dem angesehenen Porträtmaler Karl Ferdinand Sohn. Von 1862 bis 1871 arbeitete sie im Haus ihrer Eltern in Örebro als Fotografin. Danach ging sie nach Stockholm, wo sie neben der Porträtfotografie Porträts und Genrebilder malte und 1871 Agre der Kunstakademie wurde.